# Basinus van Trier
Basinus van Trier (? - Trier, 705) was een Duits geestelijke en bisschop.
Over deze vroege geestelijke is een biografie bewaard gebleven uit de elfde eeuw geschreven door de abt Nizo die ook bekendstond als Nithard von Mettlach. Hierin staat geschreven dat Basinus uit een adellijk Frankisch geslacht zou stammen. In een document uit de tiende eeuw is vermeld dat hij een Dux (edelman) zou zijn uit Lotharingen. Basinus treedt in in het klooster als monnik en wordt later benoemd tot abt van het Sint Maximinusklooster in Trier. Daarna zou hij abt van het Sint Hilariusklooster zijn geworden. Na de abdicatie van Hildulfus volgt hij deze op als bisschop aldaar. Na zijn overlijden kwamen de overblijfselen terecht in de kloosterkerk van het Sint Maximinusklooster. Zijn feestdagen vallen op 4 maart en 23 september.